# Сапрыкинская территориальная администрация
Сапрыкинская территориальная администрация — сельское территориальное образование в Губкинском городском округе Белгородской области, включающее в себя 6 населённых пунктов. Глава администрации — Малахов Валерий Станиславович.
Место расположения администрации — село Сапрыкино.

## Состав
| Вид населённого пункта | Наименование | Население |
| ---------------------- | ------------ | --------- |
| село                   | Дубянка      | 119       |
| село                   | Копцево      | 247       |
| село                   | Малахово     | 24        |
| село                   | Рябиновка    | 58        |
| село                   | Сапрыкино    | 356       |
| село                   | Успенка      | 139       |